# Chrapaczi
Chrapaczi (ukr. Храпачі, hist. pol. Chrapacze) – wieś na Ukrainie, w obwodzie kijowskim, w rejonie białocerkiewskim, w hromadzie Biała Cerkiew. W 2001 liczyła 467 mieszkańców, spośród których 462 wskazało jako ojczysty język ukraiński,  4 rosyjski, a 1 białoruski.